# Destruction Derby
Unter dem Titel Destruction Derby veröffentlichte Psygnosis seit 1995 mehrere Rennspiele. Diese wurden von den in Newcastle upon Tyne ansässigen Studio Reflections Interactive entwickelt und erschienen für Windows, PlayStation, PlayStation 2, Sega Saturn und Nintendo 64.
Herausragend war die bis dahin ungewöhnliche und neue Fixierung eines Rennspiels auf Unfälle, Rempler und zerstörerische Fahrweisen, mit der die Destruction-Derby-Reihe die Grundlage für modernere Spiele wie FlatOut, Carmageddon oder Crashday legte.

## Spielinhalt
Der Spieler fährt Stock-Car-Rennen gegen 19 (im ersten Teil 15) Gegner. Im ersten Teil waren die Strecken verhältnismäßig flach gestaltet und ähnelten NASCAR-Ovalkursen, spätere Teile dagegen übernahmen mit Sprungschanzen, Steilkurven und variablen Rampen wesentliche Streckenelemente aus Spielen wie Fatal Racing oder 4D Sports Driving. Die wählbaren Fahrzeuge unterscheiden sich hinsichtlich Straßenlage, Beschleunigung und Höchstgeschwindigkeit und ähneln ebenfalls NASCAR-Rennwagen.
Der Spieler hat die Wahl zwischen vier Rennmodi: Wreckin' Race, Stock Car Race, Destruction Derby und Time Attack. Die ersten beiden Möglichkeiten stellen klassische Rundkurs-Rennen dar. Beim Stock Car Race zählt alleine die Platzierung, beim Wrecking Race dagegen zählen in erster Linie die sogenannten Race Points für spektakuläre Unfälle mit anderen Fahrzeugen. Auch die künstliche Intelligenz verhält sich in diesem Spielmodus wesentlich aggressiver. Völlig aus dem Rahmen fällt dagegen der titelgebende Destruction-Derby-Modus: In einer kreisrunden Arena kämpfen die Spielerfahrzeuge regelrecht gegeneinander. Entscheidend sind hierbei die „überlebte“ Zeit und der auf Beschädigungen ansprechende Punktestand. Time Attack schließlich ist ein einfaches Zeitfahren.
Der Spieler kann entweder einzelne Rennveranstaltungen absolvieren oder eine ganze Meisterschaft. In der Meisterschaft schaltet der Spieler durch Erfolge weitere Strecken frei.
Beide für den PC erschienenen Teile bieten einen Mehrspielermodus über LAN. Teil eins bot diese Möglichkeit für vier Spieler, Teil zwei dagegen schon für bis zu sechzehn virtuelle Rennfahrer.

## Technik
Destruction Derby war Anfang 1995 eins der ersten für PlayStation und Saturn erhältlichen Rennspiele und setzte durch seine voll texturierte Echtzeit-3D-Grafik Maßstäbe. Die flachen Landschaften fielen dabei erst in der ein Jahr nach der PSX-Version erschienenen PC-Umsetzung ins Gewicht. Besser machte es der zweite Teil, der für alle Systeme Ende 1996 erschien. Auf dem PC blieb die Grafik allerdings auf eine niedrige Auflösung von 512 × 384 Pixeln beschränkt.
Eins der revolutionären Features der Destruction-Derby-Grafik-Engine war die korrekte Simulation von Verformungen am Fahrzeugmodell. Diese war schon in der Originalversion vorhanden und zeitgleich erschienenen Rennspielen wie Fatal Racing oder Bleifuss weit voraus. Im zweiten Teil umfassten die simulierten Beschädigungen sogar noch den Verlust von Motorhauben, Heckklappen und Rädern.
Die PC-Version des ersten Teils war auf MS-DOS lauffähig. Der zweite Teil erschien zusätzlich auch in einer Fassung für Windows 95.

## Spiele
- Destruction Derby (1995 für Saturn und PS 1, 1996 für PC)
- Destruction Derby 2 (1996 für PS 1 und PC)
- Destruction Derby 64 (1999 für Nintendo 64)
- Destruction Derby Raw (2000 für PS 1)
- Destruction Derby Arenas (2004 für PS 2)

Das 1999 erschienene Spiel Demolition Racer gehört nicht zur Serie, sondern wurde vom ebenfalls in Newcastle beheimateten Studio Pitbull Syndicate entwickelt, das u. a. für diverse Teile der Test-Drive-Serie verantwortlich war.